# Cyrtusa subtestacea
Cyrtusa subtestacea är en skalbaggsart som först beskrevs av Leonard Gyllenhaal 1813.  Cyrtusa subtestacea ingår i släktet Cyrtusa, och familjen mycelbaggar. Enligt den finländska rödlistan är arten nära hotad i Finland. Arten är reproducerande i Sverige. Artens livsmiljö är moskogar.